# Kiyofumi Nagai
Kiyofumi Nagai (永井 清史, Nagai Kiyofumi, Mino 18 de maio de 1983) é um ciclista olímpico japonês. Nagai representou seu país durante os Jogos Olímpicos de Verão de 2008, em Pequim, onde conquistou uma medalha de bronze.